# Nelson Rodrigues
Nelson Falcão Rodrigues (Recife, 23 de agosto de 1912 – Rio de Janeiro, 21 de dezembro de 1980) foi um escritor, jornalista, romancista, teatrólogo, contista e cronista de costumes e de futebol brasileiro. É considerado o mais influente dramaturgo do Brasil.
Nascido no Recife, Pernambuco, mudou-se em 1916 para a cidade do Rio de Janeiro. Quando maior, trabalhou no jornal A Manhã, de propriedade de seu pai, Mário Rodrigues. Foi repórter policial durante longos anos, de onde acumulou uma vasta experiência para escrever suas peças a respeito da sociedade. Sua primeira peça foi A Mulher sem Pecado (1941), que lhe deu os primeiros sinais de prestígio dentro do cenário teatral. O sucesso veio com Vestido de Noiva (1943), que trazia, em matéria de teatro, uma renovação nunca vista nos palcos brasileiros. Com seus três planos simultâneos (realidade, memória e alucinação construíam a história da protagonista Alaíde), as inovações estéticas da peça iniciaram o processo de modernização do teatro brasileiro.
A consagração se seguiria com vários outros sucessos, transformando-o no maior dramaturgo brasileiro do século XX, apesar de suas obras terem sido, quando lançadas, tachadas por críticos como "obscenas", "imorais" e "vulgares". Em 1962, começou a escrever crônicas esportivas, deixando transparecer toda a sua paixão por futebol. Era torcedor do Fluminense, tendo escrito memoráveis textos sobre o Fla-Flu, bem como seu irmão Mário Filho.
Politicamente, gostava de se intitular como um reacionário. Chegou a apoiar o Regime Militar Brasileiro e elogiar o governo do presidente General Emilio Garrastazu Medici. No final da vida, após ter seu filho Nelsinho preso e torturado, Nelson revisou seus posicionamentos e militou pela anistia "ampla, geral e irrestrita" aos presos políticos. Religiosamente, era católico tradicionalista, chegando a dizer que "sou inteiramente a favor de Lefebvre. Eu acho que a Igreja de Cristo é a Igreja de Lefebvre", fundador da Fraternidade Sacerdotal de São Pio X.

## Biografia
| “ | Sou um menino que vê o amor pelo buraco da fechadura. Nunca fui outra coisa. Nasci menino, hei de morrer menino. E o buraco da fechadura é, realmente, a minha ótica de ficcionista. Sou (e sempre fui) um anjo pornográfico (desde menino). | ” |

### Infância
Nascido na capital de Pernambuco, o quinto de quatorze irmãos, Nelson Rodrigues mudou-se para o Rio de Janeiro ainda criança, onde viveria por toda sua vida. Seu pai, o ex-deputado federal e jornalista Mário Rodrigues, perseguido politicamente, resolveu estabelecer-se na então capital federal em julho de 1916, empregando-se no jornal Correio da Manhã, de propriedade de Edmundo Bittencourt.
Segundo o próprio Nelson em suas Memórias, seu grande laboratório e inspiração foi a infância vivida na Zona Norte da cidade. Dos anos passados numa casa simples na rua Alegre, 135 (atual rua Almirante João Cândido Brasil), no bairro de Aldeia Campista, saíram para suas crônicas e peças teatrais as situações provocadas pela moral vigente na classe média dos primeiros anos do século XX e suas tensões morais e materiais.
Sua infância foi marcada por este clima e pela personalidade do garoto Nelson. Retraído, era um leitor compulsivo de livros românticos do século XIX. Nesta época ocorreu também para Nelson a descoberta do futebol, uma paixão que conservaria por toda a vida e que lhe marcaria o estilo literário.
| “ | O adulto não existe. O homem é um menino perene. | ” |

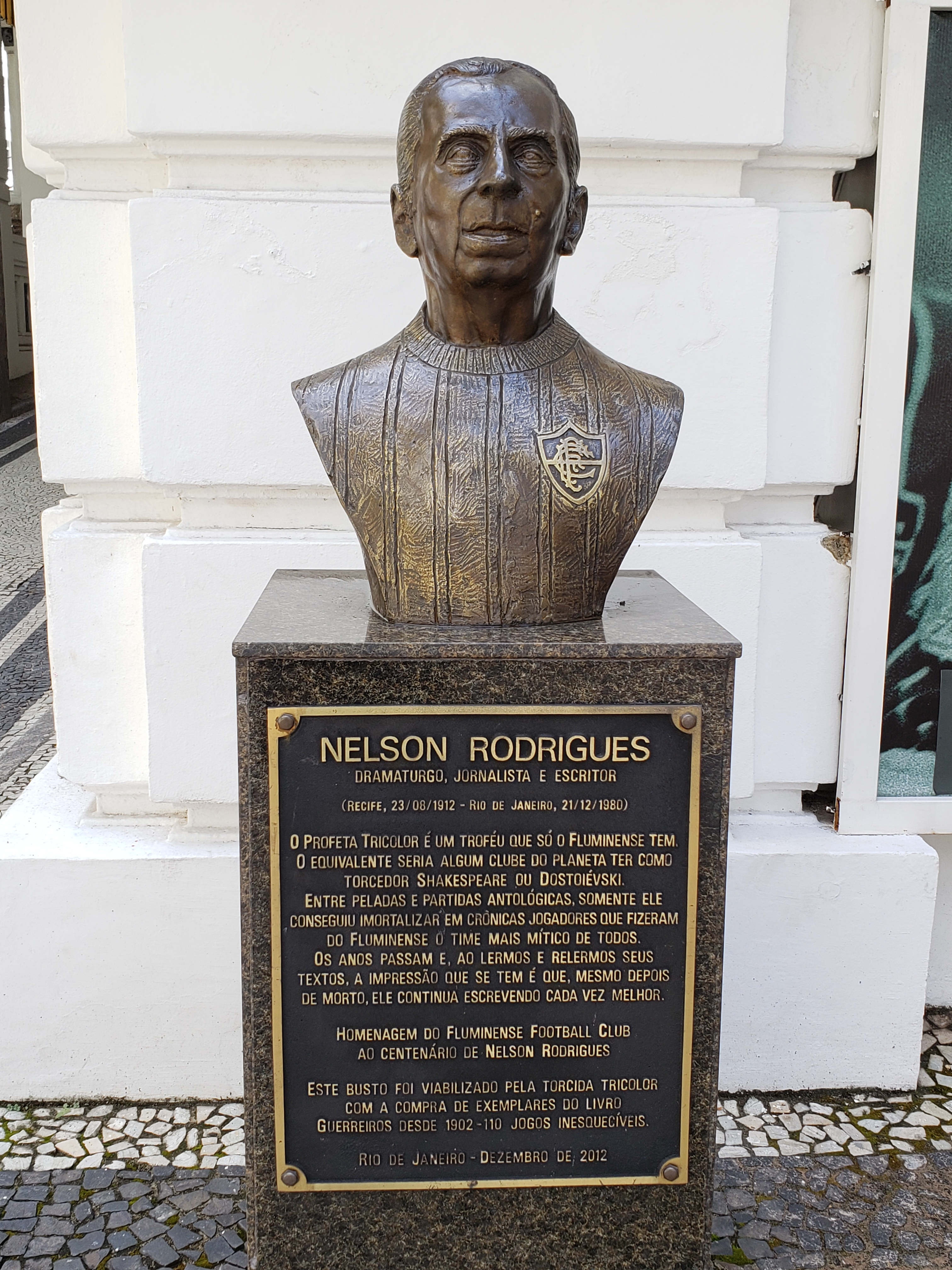
Busto de Nelson Rodrigues no Fluminense.

Na década de 1920, Mário Rodrigues fundou o jornal A Manhã, após romper com Edmundo Bittencourt. Seria no jornal do pai que Nélson começaria sua carreira jornalística, na seção de polícia, com apenas treze anos de idade. Os relatos de crimes passionais e pactos de morte entre casais apaixonados incendiavam a imaginação do adolescente romântico, que utilizaria muitas das histórias reais que cobria em suas crônicas futuras. Neste período, a família Rodrigues conseguiria atingir uma situação financeira confortável, mudando-se para o bairro de Copacabana, então um arrabalde luxuoso da orla carioca.
Apesar da bonança, Mário Rodrigues perderia o controle acionário de A Manhã para o sócio. Mas, em 1928, com o providencial auxílio financeiro do vice-presidente Fernando de Melo Viana, Mário fundou o diário Crítica.
Como cronista esportivo, Nelson escreveu textos antológicos sobre o Fluminense Football Club, clube para o qual torcia fervorosamente. A maioria dos textos eram publicados no Jornal dos Sports. Junto com seu irmão, o jornalista Mário Filho, Nelson foi fundamental para que os Fla-Flu tivessem conquistado o prestígio que conquistaram e se tornassem grandes clássicos do futebol brasileiro. Nelson Rodrigues criou e evocava personagens fictícios como Gravatinha e Sobrenatural de Almeida para elaborar textos a respeito dos acontecimentos esportivos relacionados ao clube do coração.

### Adolescência e juventude
Nelson seguiu os seus irmãos Milton, Mário Filho e Roberto integrando a redação do novo jornal. Ali continuou a escrever na página de polícia, enquanto Mário Filho cuidava dos esportes e Roberto, um talentoso desenhista, fazia as ilustrações. Crítica era um sucesso de vendas, misturando uma cobertura política apaixonada com o relato sensacionalista de crimes. Mas o jornal existiria por pouco tempo. Em 26 de dezembro de 1929, a primeira página de Crítica trouxe o relato da separação do casal Sylvia Serafim e João Thibau Jr. Ilustrada por Roberto e assinada pelo repórter Orestes Barbosa, a matéria provocou uma tragédia. Sylvia, a esposa que se desquitara do marido e cujo nome fora exposto na reportagem adentrou a redação de Crítica e atirou em Roberto com uma arma comprada naquele dia. Nelson testemunhou o crime e a agonia do irmão, que morreu dias depois. O trauma acompanharia Nelson por toda sua vida, sendo referido em diversos de seus escritos. O caso em si foi tão emblemático que Marialva Barbosa, professora da UFRJ, o considera "o fim da era de ouro do jornalismo carioca".
Posteriormente, Nelson relembraria o caso em diversas oportunidades. Em suas memórias compiladas em O reacionário, declarou que "De vez em quando, antes de dormir, começo a me lembrar. 26 de dezembro de 1929. E as coisas tomam uma nitidez desesperadora. A memória deixa de ser a intermediária entre mim e o fato, entre mim e as pessoas".

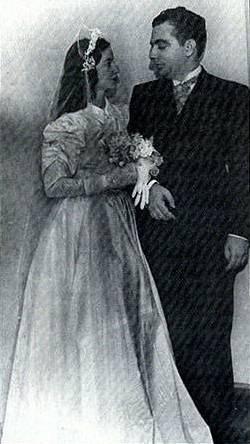
Casamento de Nelson Rodrigues e Elza Bretanha, 1940.

Mário Rodrigues, deprimido com a perda do filho, faleceu poucos meses depois. Sylvia, apoiada pelas sufragistas e por boa parte da imprensa concorrente de Crítica, foi absolvida do crime. Finalmente, durante a Revolução de 30, a gráfica e a redação de Crítica são empastelados e o jornal deixa de existir. Sem seu chefe e sem fonte de sustento, a família Rodrigues mergulha em decadência financeira.
Foram anos de fome e dificuldades para todos. Pouco afinados com o novo regime, os Rodrigues demorariam anos para se recuperarem dos prejuízos causados pela tuberculose.
Ajudado por Mário Filho, amigo de Roberto Marinho, Nélson passa a trabalhar no jornal O Globo, sem salário. Apenas em 1932 é que Nélson seria efetivado como repórter no jornal. Pouco tempo depois, Nelson descobriu-se tuberculoso. Para tratar-se, retira-se do Rio de Janeiro e passa longas temporadas em um sanatório na cidade de Campos do Jordão. Seu tratamento é custeado por Marinho, que conquistou a gratidão de Nélson pelo resto de sua vida. Recuperado, Nelson volta ao Rio e assume a seção cultural de O Globo, fazendo a crítica de ópera.
No O Globo, foi editor do suplemento O Globo Juvenil. Além de editar, Nelson roteirizou algumas histórias em quadrinhos para o suplemento, dentre elas, uma versão de O fantasma de Canterville, de Oscar Wilde, com desenhos de Alceu Penna.
A partir da década de 1940, Nelson dividiu-se entre o emprego em O Globo e a elaboração de peças teatrais. Em 1941 escreve A mulher sem pecado, que estreou sem sucesso. Pouco tempo depois assinou a revolucionária Vestido de noiva, peça dirigida por Zbigniew Ziembiński e que estreou no Teatro Municipal do Rio de Janeiro com estrondoso sucesso.
O teatrólogo Nelson Rodrigues seria o criador de uma sintaxe toda particular e inédita nos palcos brasileiros. Suas personagens trouxeram para a ribalta expressões tipicamente cariocas e gírias da época, como "batata!" e "você é cacete, mesmo!". Vestido de noiva é considerada até hoje como o marco inicial do moderno teatro brasileiro.

### Maturidade
Em 1940 casou-se com Elza Bretanha, sua colega de redação, com quem teve dois filhos, Joffre (1941) e Nelsinho (1943). Mulherengo, abandonou o casamento (divórcio ainda não tinha sido legalizado no Brasil) e se envolveu com outras mulheres, dentre elas, a jovem Yolanda dos Santos, com quem teve três filhos: Maria Lucia (1952), Sonia (1955) e Paulo César (1957). Nelson assumiu a paternidade de Daniela (1963), filha de Lucia Cruz Lima, uma mulher casada com quem teve um relacionamento extraconjugal na década de 60. 

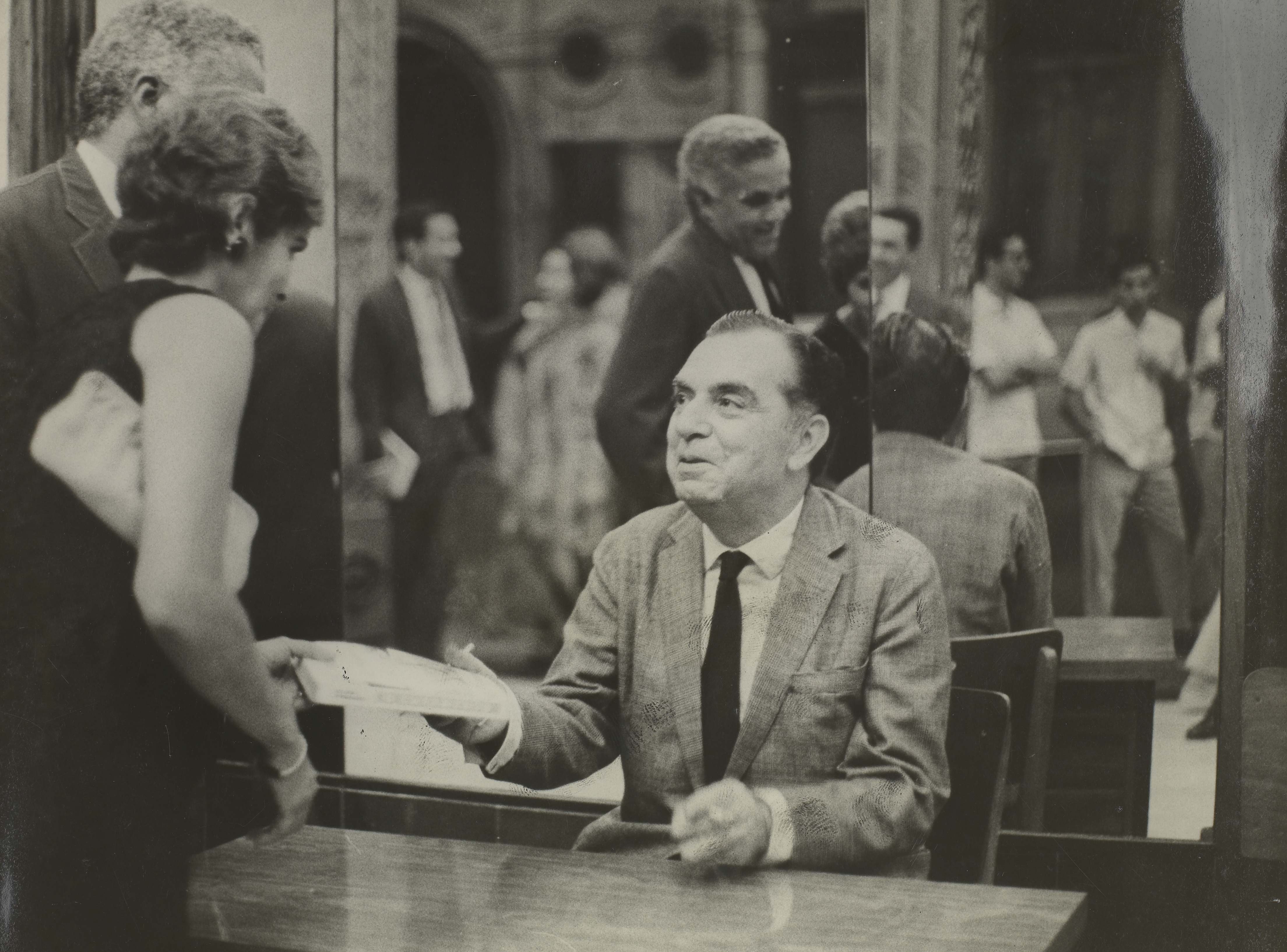
Nelson Rodrigues, 1967. Arquivo Nacional.

Em 1945 abandonou O Globo e passou a trabalhar nos Diários Associados. Em O Jornal, um dos veículos de propriedade de Assis Chateaubriand, começou a escrever seu primeiro folhetim, Meu destino é pecar, assinado pelo pseudônimo "Suzana Flag". O sucesso do folhetim alavancou as vendas de O Jornal e estimulou Nelson a escrever sua terceira peça, Álbum de família.
Em fevereiro de 1946, o texto da peça foi submetido à Censura Federal e proibido. Álbum de família só seria liberada em 1965. Em abril de 1948 estreou Anjo negro, peça que possibilitou a Nelson adquirir uma casa no bairro do Andaraí e em 1949 Nelson lançou Doroteia.
Em 1950 passou a trabalhar no jornal de Samuel Wainer, a Última Hora. No jornal, Nélson começou a escrever os contos de A vida como ela é, seu maior sucesso jornalístico.
Na década seguinte, Nelson passou a trabalhar na recém-fundada TV Globo, participando da bancada da Grande Resenha Esportiva Facit, a primeira "mesa-redonda" sobre futebol da televisão brasileira e, em 1967, passou a publicar suas Memórias no mesmo jornal Correio da Manhã onde seu pai trabalhou cinquenta anos antes.

### Últimos anos
Nos anos 70, consagrado como jornalista e teatrólogo, a saúde de Nélson começa a decair, por causa de problemas gastroenterológicos e cardíacos de que era portador. O período coincide com os anos do regime militar, que Nelson sempre apoiou. Como cronista do jornal O Globo atacava diversos oposicionistas do regime: chamava dom Hélder Câmara de falsário, ex-católico e arcebispo vermelho.
Nelson retornou a viver com sua esposa Elza, ironicamente após o divórcio ser legalizado, e faleceu numa manhã de domingo, aos 68 anos de idade, de complicações cardíacas e respiratórias. Foi enterrado no Cemitério São João Batista, em Botafogo. No fim da tarde daquele mesmo dia ele faria treze pontos na Loteria Esportiva, num "bolão" com seu irmão Augusto e alguns amigos de "O Globo".

## Obras

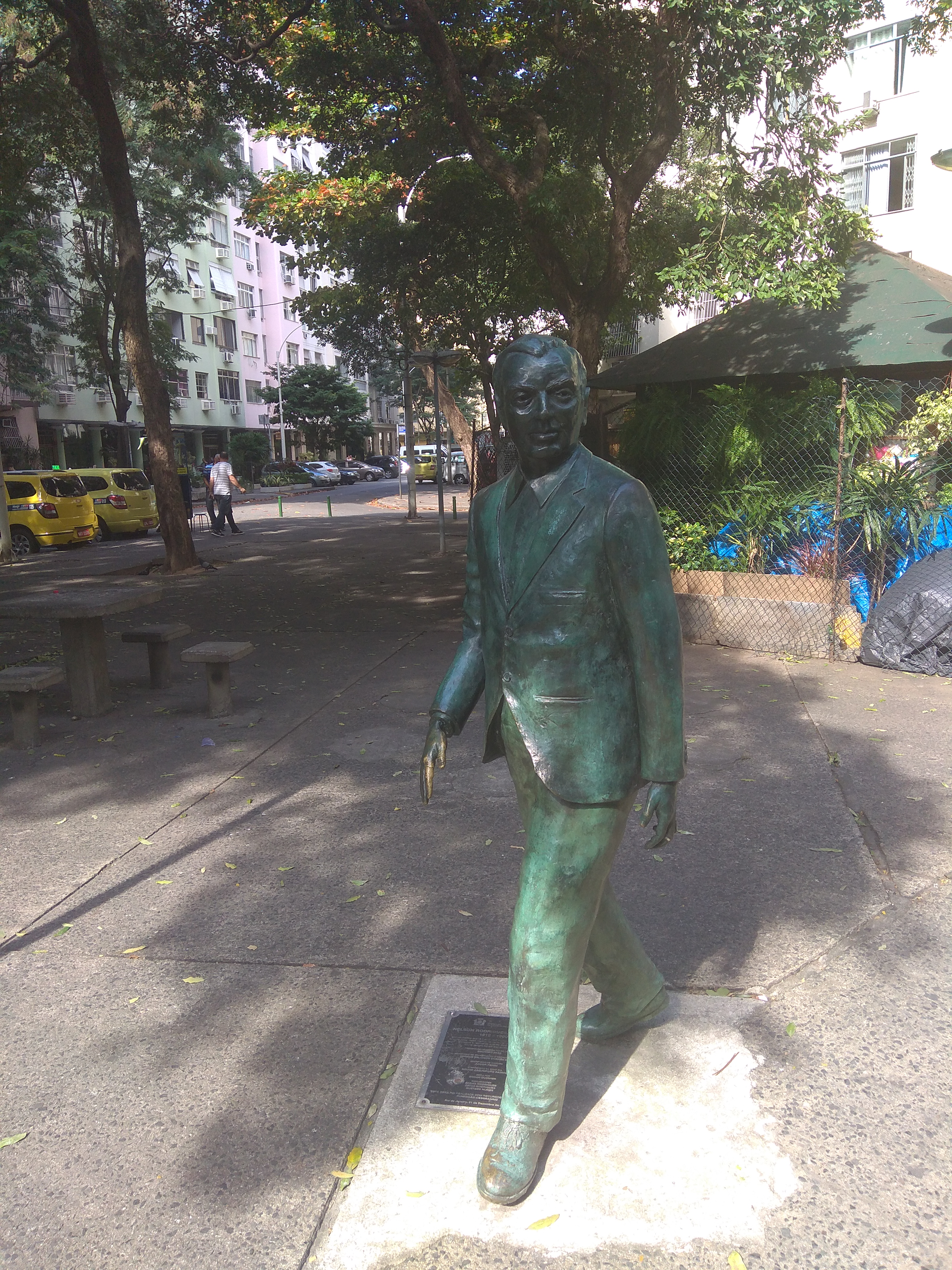
Estátua de Nelson Rodrigues em Copacabana.

### Características da obra
O teatro entrou na vida de Nelson Rodrigues por acaso. Uma vez que se encontrava em dificuldades financeiras, achou no teatro uma possibilidade de sair da situação difícil em que estava. Assim, escreveu "A mulher sem pecado…", sua primeira peça. Segundo algumas fontes, Nelson tinha o romance como gênero literário favorito e suas peças seguiram essa predileção, pois as mesmas são como romances em forma de texto teatral. Nelson é um originalíssimo realista. Não é à toa que foi considerado inovador. De fato, a prosa de Nelson era realista e, tal como os realistas do século XIX, ele criticou a sociedade e suas instituições, sobretudo o casamento.
Sendo esteticamente realista em pleno Modernismo, Nelson não deixou de inovar tal como fizeram os modernos. O autor transpôs a tragédia grega para a sociedade carioca do início do século XX, e dessa transposição surgiu a "tragédia carioca", com as mesmas regras daquela, mas com um tom contemporâneo. O erotismo está muito presente na obra de Nelson Rodrigues, o que lhe garante o título de realista. Nelson não hesitou em denunciar a sordidez da sociedade tal como o fez Eça de Queirós em suas obras. Esse erotismo realista de Nelson teve sua gênese em obras do século XIX, como "O Primo Basílio", e se desenvolveu grandemente na obra do autor pernambucano. Em síntese, Nelson foi um grande escritor, dramaturgo e cronista, e está imortalizado na literatura brasileira.

### Acervo
O Cedoc – Centro de Documentação da Funarte possui amplo acervo sobre o dramaturgo, como fotos de peças, programas das produções teatrais, resenhas e comentários sobre espetáculos teatrais, entre eles Vestido de Noiva, encenado pela primeira vez para um Teatro Municipal do Rio de Janeiro. Boa parte dos registros fotográficos de peças do dramaturgo existentes no Cedoc foram feitos pelo Estúdio Foto Carlos, que, nas décadas de 40 a 80 e foram digitalizadas graças ao projeto Brasil Memória das Artes, incluindo registros de raridades, como uma participação de Nelson Rodrigues como ator. No Portal da Funarte ainda é possível ver vídeos produzidos sobre o dramaturgo e sua obra.

## Teatro
Nelson Rodrigues escreveu dezessete peças teatrais. Sua edição completa abrange quatro volumes, divididos segundo critérios do crítico Sábato Magaldi, que agrupou as obras de acordo com suas características, dividindo-as em três grupos: Peças Psicológicas, Míticas e Tragédias Cariocas. Assim, as peças seguem o plano de publicação:

### Peças psicológicas
- A mulher sem pecado - 1941 - Direção: Rodolfo Mayer
- Vestido de noiva - 1943 - Direção: Zbigniew Ziembiński
- Valsa nº 6 - 1951 - Direção: Milton Rodrigues
- Viúva, porém honesta - 1957 - Direção: Willy Keller
- Anti-Nelson Rodrigues - 1974 - Direção: Paulo César Pereio

### Peças míticas
- Álbum de família - 1946 - Direção: Kleber Santos
- Anjo negro - 1947 - Direção: Zbigniew Ziembiński
- Senhora dos Afogados - 1947 - Direção: Bibi Ferreira
- Doroteia - 1949 - Direção: Zbigniew Ziembiński

### Tragédias cariocas
- A falecida - 1953 - Direção: José Maria Monteiro
- Perdoa-me por me traíres - 1957 - Direção: Léo Júsi
- Os sete gatinhos - 1958 - Direção: Willy Keller
- Boca de Ouro - 1959 - Direção: José Renato
- O beijo no asfalto - 1960 - Direção: Gianni Ratto
- Bonitinha, mas ordinária - 1962 - Direção Martim Gonçalves
- Toda nudez será castigada - 1965 - Direção: Zbigniew Ziembiński
- A serpente - 1978 - Direção: Marcos Flaksman

### Romances
- Meu destino é pecar - 1944
- Escravas do amor - 1944
- Minha vida - 1944
- Núpcias de fogo - 1948
- A mulher que amou demais - 1949 (sob o pseudônimo de Myrna)[18]
- O homem proibido - 1959
- A mentira - 1953
- Asfalto Selvagem: Engraçadinha, Seus Pecados e Seus Amores - 1959
- O casamento - 1966

### Contos
- Cem contos escolhidos - A vida como ela é... - 1972
- Elas gostam de apanhar - 1974
- A vida como ela é — O homem fiel e outros contos - 1992
- A dama do lotação e outros contos e crônicas - 1992
- A coroa de orquídeas - 1992
- Pouco amor não amor - 2002

### Crônicas
- Memórias de Nélson Rodrigues - 1967
- O óbvio ululante: primeiras confissões - 1968
- A cabra vadia - 1970
- O reacionário: memórias e confissões - 1977
- Fla-Flu...e as multidões despertaram - 1987
- O remador de Ben-Hur - 1992
- A cabra vadia - Novas confissões - 1992
- A menina sem estrela - memórias - 1992
- À sombra das chuteiras imortais - Crônicas de Futebol - 1992
- A mulher do próximo - 1992
- A pátria em chuteiras - Novas crônicas de futebol - 1994, Companhia das Letras, 195 pp., ISBN 8571643830
- A pátria de chuteiras - 2012, Nova Fronteira, 144 pp., ISBN 8520933122
- Nélson Rodrigues, o Profeta Tricolor - 2002
- Não se pode amar e ser feliz ao mesmo tempo - 2002
- O Berro impresso nas Manchetes - 2007
- O quadrúpede de vinte e oito patas
- Brasil em campo - 2018

## Filmografia

### Televisão
| Ano  | Trabalho              | Emissora          | Escalação       | Notas                           |
| ---- | --------------------- | ----------------- | --------------- | ------------------------------- |
| 1952 | TV de Vanguarda       | TV Tupi           | Roteirista      | Episódio: "A Mulher Sem Pecado" |
| 1961 | Teatro Câmera Um      | TV Tupi           | Roteirista      | Episódio: "Vergonha"            |
| 1963 | Grande Teatro Murray  | TV Rio            | Roteirista      | Episódio: "Vestido de Noiva"    |
| 1963 | Pouco Amor não É Amor | TV Rio            | Autor principal |                                 |
| 1963 | A Morta Sem Espelho   | RecordTV e TV Rio | Autor principal |                                 |
| 1964 | Sonho de Amor         | RecordTV e TV Rio | Autor principal |                                 |
| 1964 | O Desconhecido        | RecordTV e TV Rio | Autor principal |                                 |
| 1974 | Teatro 2              | TV Cultura        | Roteirista      | Episódio: "Vestido de Noiva"    |

## Obras baseadas em seus trabalhos

### Televisão
| Ano  | Trabalho                                 | Emissora | Notas                         |
| ---- | ---------------------------------------- | -------- | ----------------------------- |
| 1982 | O Homem Proibido                         | TV Globo | Adaptada por Teixeira Filho   |
| 1984 | Meu Destino É Pecar                      | TV Globo | Adaptada por Euclydes Marinho |
| 1995 | Engraçadinha: Seus Amores e Seus Pecados | TV Globo | Adaptada por Leopoldo Serran  |
| 1996 | A Vida Como Ela É                        | TV Globo | Adaptada por Euclydes Marinho |
| 2017 | Nelson: Por Ele Mesmo                    | TV Globo | Adaptada por Geraldo Carneiro |

### Cinema
- Somos dois - 1950 - Direção: Milton Rodrigues
- Meu destino é pecar - 1952 - Direção: Manuel Pelufo
- Mulheres e milhões - 1961 - Direção: Jorge Ileli
- O Rei Pelé - 1962 - Direção: Carlos Hugo Christensen
- Boca de ouro - 1963 - Direção: Nelson Pereira dos Santos
- Bonitinha mas ordinária - 1963 - Direção: J.P. de Carvalho
- Asfalto selvagem - 1964 - Direção: J.B. Tanko
- O beijo - 1964 - Direção: Flávio Tambellini
- A Falecida - 1965 - Direção: Leon Hirszman
- Engraçadinha depois dos trinta - 1966 - Direção: J.B. Tanko
- Toda nudez será castigada - 1973 - Direção: Arnaldo Jabor
- O casamento - 1975 - Direção: Arnaldo Jabor
- A dama do lotação - 1978 - Direção: Neville d'Almeida
- Os sete gatinhos - 1980 - Direção: Neville d'Almeida[20])
- O Beijo no Asfalto - 1980 - Direção: Bruno Barreto
- Perdoa-me por me traíres - 1980 - Direção: Braz Chediak
- Bonitinha mas Ordinária ou Otto Lara Rezende - 1981 - Direção: Braz Chediak
- Álbum de família - 1981 - Direção: Braz Chediak
- Engraçadinha - 1981 - Direção: Haroldo Marinho Barbosa
- Boca de ouro - 1990 - Direção: Walter Avancini
- Traição - 1998 - Direção: Arthur Fontes, Cláudio Torres e José Henrique Fonseca
- Gêmeas - 1999 - Direção: Andrucha Waddington
- Vestido de noiva - 2006 - Direção: Joffre Rodrigues
- Bonitinha mas Ordinária ou Otto Lara Rezende - 2009
- A Serpente - 2016 - Direção: Jura Capela